# Les Fondements de la pensée politique moderne
Les Fondements de la pensée politique moderne est un ouvrage sur l'histoire intellectuelle écrit par Quentin Skinner, publié en anglais en 1978 et traduit en français 2001.
L'ouvrage expose les origines conceptuelles de la pensée en analysant l'histoire de la pensée politique en Occident, de la fin du Moyen Âge au début de la période moderne, du XIIIe au XXe siècle. En 1995, le supplément littéraire du Times classait cet ouvrage parmi les 100 livres les plus influents depuis la Seconde Guerre mondiale. Une édition discutant et critiquant ce travail, nommée  Rethinking the Foundations of Modern Political Thought, a été publiée en  2006.

## Plan

### Livre I: La Renaissance

#### Première partie: Les origines de la Renaissance
Chapitre 1 : L’idéal de liberté
Chapitre 2 : Rhétorique et liberté
Chapitre 3 Scholastique et liberté

#### Deuxième partie: La Renaissance italienne
Chapitre 4 : La renaissance à Florence
Chapitre 5 : l’ère des princes
Chapitre 6 la persistance des valeurs républicaines

#### Troisième partie: La Renaissance au Nord
Chapitre 7 : La diffusion de l’enseignement humaniste
Chapitre 8 : L’influence de la pensée politique humaniste
Chapitre 9 : La critique humaniste de l’humanisme

### Livre II. L’ère des réformes

#### Première partie: Absolutisme et réforme luthérienne
Chapitre 1 : Les principes du luthéranisme
Chapitre 2 : Les précurseurs du luthéranisme
Chapitre 3 : L’expansion du luthéranisme.

#### Deuxième partie: Constitutionnalisme et contre-Réforme
Chapitre 4 : le contexte du constitutionnalisme
Chapitre 5 : le réveil du thomisme
Chapitre 6 : les limites du constitutionnalisme.

#### Troisième partie: Calvinisme et théorie de la révolution
Chapitre 7 : Le devoir de résister
Chapitre 8 : Le contexte de la révolution huguenote
Chapitre 9 : Le droit de résister